# Olympische Sommerspiele 1936/Handball
Bei den XI. Olympischen Spielen 1936 in Berlin wurde erst- und letztmals ein Feldhandball-Wettbewerb der Männer ausgetragen. Es siegte in der Endrunde die deutsche Mannschaft vor Österreich.

## Resultate

### Medaillengewinner
| Gold | Silber | Bronze |
| --- | --- | --- |
| Deutsches Reich Karl Kreutzberg Arthur Knautz Willy Bandholz Hans Keiter Wilhelm Brinkmann Rudolf Stahl Fritz Spengler Erich Herrmann Günter Ortmann Wilhelm Baumann Fritz Fromm Heinz Körvers Wilhelm Müller Georg Dascher Kurt Dossin Hermann Hansen Edgar Reinhardt Hans Theilig Helmut Berthold Alfred Klingler Helmut Braselmann Heinrich Keimig Trainer: Otto Kaundinya | Österreich Friedrich Maurer Franz Brunner Fritz Wurmböck Siegfried Purner Hans Zehetner Hans Houschka Franz Bistricky Franz Berghammer Walter Reisp Ferdinand Kiefler Anton Perwein Alois Schnabel Franz Bartl Johann Tauscher Otto Licha Emil Juracka Leopold Wohlrab Jaroslav Volak Alfred Schmalzer Ludwig Schuberth Josef Krejci Siegfried Powolny Trainer: Wilhelm Tolar | Schweiz Eduard Schmid Erland Herkenrath Erich Schmitt Rolf Fäs Max Streib Robert Studer Rudolf Wirz Georg Mischon Ernst Hufschmid Willy Hufschmid Eugen Seiterle Max Bloesch Werner Scheurmann Willy Schäfer Willy Gysi Werner Meyer Burkhard Gantenbein Trainer: Fritz Müllener |

### Ausscheidungsrunde

#### Gruppe A
| Pl. | Land               | Sp. | S | U | N | Tore   | Diff. | Punkte |
| --- | ------------------ | --- | - | - | - | ------ | ----- | ------ |
| 1.  | Deutsches Reich    | 2   | 2 | 0 | 0 | 051:10 | +50   | 4      |
| 2.  | Ungarn             | 2   | 1 | 0 | 1 | 07:240 | −17   | 2      |
| 3.  | Vereinigte Staaten | 2   | 0 | 0 | 2 | 03:360 | −33   | 0      |

| 6. August 1936 17:15 Uhr | Deutsches Reich | 22 : 0   | Ungarn | Polizeistadion, Berlin Schiedsrichter: H. Wessely Linienrichter: E. Karge & W. Scheibel |
| 6. August 1936 17:15 Uhr | Baumann (7)     | (14 : 0) |        | Polizeistadion, Berlin Schiedsrichter: H. Wessely Linienrichter: E. Karge & W. Scheibel |
| 6. August 1936 17:15 Uhr | [ 1 ] [ 2 ]     |          |        | Polizeistadion, Berlin Schiedsrichter: H. Wessely Linienrichter: E. Karge & W. Scheibel |

| 7. August 1936 17:20 Uhr | Ungarn  | 7 : 2 | Vereinigte Staaten | Polizeistadion, Berlin Schiedsrichter: Urech Linienrichter: R. Hütter & K. Wittschuß |
| 7. August 1936 17:20 Uhr | (4 : 1) |       |                    | Polizeistadion, Berlin Schiedsrichter: Urech Linienrichter: R. Hütter & K. Wittschuß |
| 7. August 1936 17:20 Uhr |         |       |                    | Polizeistadion, Berlin Schiedsrichter: Urech Linienrichter: R. Hütter & K. Wittschuß |

| 8. August 1936 17:15 Uhr | Deutsches Reich | 29 : 1   | Vereinigte Staaten | Polizeistadion, Berlin Schiedsrichter: A. Schwab Linienrichter: E. Karge & W. Scheibel |
| 8. August 1936 17:15 Uhr | Theilig (10)    | (17 : 0) | Kaylor (1)         | Polizeistadion, Berlin Schiedsrichter: A. Schwab Linienrichter: E. Karge & W. Scheibel |
| 8. August 1936 17:15 Uhr | [ 1 ]           |          |                    | Polizeistadion, Berlin Schiedsrichter: A. Schwab Linienrichter: E. Karge & W. Scheibel |

#### Gruppe B
| Pl. | Land       | Sp. | S | U | N | Tore    | Diff. | Punkte |
| --- | ---------- | --- | - | - | - | ------- | ----- | ------ |
| 1.  | Österreich | 2   | 2 | 0 | 0 | 032:60  | +26   | 4      |
| 2.  | Schweiz    | 2   | 1 | 0 | 1 | 011:200 | −9    | 2      |
| 3.  | Rumänien   | 2   | 0 | 0 | 2 | 09:260  | −17   | 0      |

| 6. August 1936 17:15 Uhr | Österreich  | 18 : 3  | Rumänien      | BSV-Platz, Berlin Schiedsrichter: H. Stühmer Linienrichter: M. Ackermann & G. Weiland |
| 6. August 1936 17:15 Uhr | Kiefler (6) | (5 : 1) | Kirschner (2) | BSV-Platz, Berlin Schiedsrichter: H. Stühmer Linienrichter: M. Ackermann & G. Weiland |
| 6. August 1936 17:15 Uhr | [ 2 ] [ 3 ] |         |               | BSV-Platz, Berlin Schiedsrichter: H. Stühmer Linienrichter: M. Ackermann & G. Weiland |

| 7. August 1936 17:15 Uhr | Rumänien | 6 : 8 | Schweiz | BSV-Platz, Berlin Schiedsrichter: L. Kovác Linienrichter: H. Frank & W. Grosse |
| 7. August 1936 17:15 Uhr | (2 : 5)  |       |         | BSV-Platz, Berlin Schiedsrichter: L. Kovác Linienrichter: H. Frank & W. Grosse |
| 7. August 1936 17:15 Uhr | [ 4 ]    |       |         | BSV-Platz, Berlin Schiedsrichter: L. Kovác Linienrichter: H. Frank & W. Grosse |

| 8. August 1936 17:15 Uhr | Österreich  | 14 : 3  | Schweiz     | BSV-Platz, Berlin Schiedsrichter: H. Schwinietrk Linienrichter: H. Immel & G. Weiland |
| 8. August 1936 17:15 Uhr | Krejci (4)  | (8 : 2) | Schäfer (2) | BSV-Platz, Berlin Schiedsrichter: H. Schwinietrk Linienrichter: H. Immel & G. Weiland |
| 8. August 1936 17:15 Uhr | [ 4 ] [ 5 ] |         |             | BSV-Platz, Berlin Schiedsrichter: H. Schwinietrk Linienrichter: H. Immel & G. Weiland |

### Spiel um Platz 5
| 10. August 1936 11:00 Uhr | Rumänien | 10 : 3 | Vereinigte Staaten | BSV-Platz, Berlin Schiedsrichter: M. Ackermann Linienrichter: E. Linder & G. Heide |
| 10. August 1936 11:00 Uhr | (4 : 0)  |        |                    | BSV-Platz, Berlin Schiedsrichter: M. Ackermann Linienrichter: E. Linder & G. Heide |
| 10. August 1936 11:00 Uhr |          |        |                    | BSV-Platz, Berlin Schiedsrichter: M. Ackermann Linienrichter: E. Linder & G. Heide |

### Endrunde
| Pl. | Land            | Sp. | S | U | N | Tore    | Diff. | Punkte |
| --- | --------------- | --- | - | - | - | ------- | ----- | ------ |
| 1.  | Deutsches Reich | 3   | 3 | 0 | 0 | 045:180 | +27   | 6      |
| 2.  | Österreich      | 3   | 2 | 0 | 1 | 028:230 | +5    | 4      |
| 3.  | Schweiz         | 3   | 1 | 0 | 2 | 022:320 | −10   | 2      |
| 4.  | Ungarn          | 3   | 0 | 0 | 3 | 018:400 | −22   | 0      |

| 10. August 1936 16:00 Uhr | Deutsches Reich | 19 : 6   | Ungarn    | Polizeistadion, Berlin Schiedsrichter: A. Schwab Linienrichter: Urech & G. Weiland |
| 10. August 1936 16:00 Uhr | Theilig (7)     | (11 : 3) | Salgó (4) | Polizeistadion, Berlin Schiedsrichter: A. Schwab Linienrichter: Urech & G. Weiland |
| 10. August 1936 16:00 Uhr | [ 1 ]           |          |           | Polizeistadion, Berlin Schiedsrichter: A. Schwab Linienrichter: Urech & G. Weiland |

| 10. August 1936 17:45 Uhr | Österreich        | 11 : 6  | Schweiz           | Polizeistadion, Berlin Zuschauer: 2.000 Schiedsrichter: A. Müller Linienrichter: W. Schellenberger & K. Schultz |
| 10. August 1936 17:45 Uhr | Schmalzer (5)     | (6 : 3) | Streib & Wirz (2) | Polizeistadion, Berlin Zuschauer: 2.000 Schiedsrichter: A. Müller Linienrichter: W. Schellenberger & K. Schultz |
| 10. August 1936 17:45 Uhr | [ 4 ] [ 6 ] [ 7 ] |         |                   | Polizeistadion, Berlin Zuschauer: 2.000 Schiedsrichter: A. Müller Linienrichter: W. Schellenberger & K. Schultz |

| 12. August 1936 15:00 Uhr | Österreich | 11 : 7  | Ungarn    | Olympiastadion, Berlin Zuschauer: 60.000 Schiedsrichter: M. Ackermann Linienrichter: Urech & A. Müller |
| 12. August 1936 15:00 Uhr | Volak (4)  | (5 : 2) | Fodor (5) | Olympiastadion, Berlin Zuschauer: 60.000 Schiedsrichter: M. Ackermann Linienrichter: Urech & A. Müller |
| 12. August 1936 15:00 Uhr | [ 8 ]      |         |           | Olympiastadion, Berlin Zuschauer: 60.000 Schiedsrichter: M. Ackermann Linienrichter: Urech & A. Müller |

| 12. August 1936 16:45 Uhr | Deutsches Reich   | 16 : 6  | Schweiz              | Olympiastadion, Berlin Zuschauer: 70.000 Schiedsrichter: H. Wessely Linienrichter: E. Kovács & H. Schwinietzki |
| 12. August 1936 16:45 Uhr | Baumann (6)       | (9 : 3) | Meyer & Seiterle (2) | Olympiastadion, Berlin Zuschauer: 70.000 Schiedsrichter: H. Wessely Linienrichter: E. Kovács & H. Schwinietzki |
| 12. August 1936 16:45 Uhr | [ 1 ] [ 4 ] [ 8 ] |         |                      | Olympiastadion, Berlin Zuschauer: 70.000 Schiedsrichter: H. Wessely Linienrichter: E. Kovács & H. Schwinietzki |

| 14. August 1936 15:00 Uhr | Schweiz             | 10 : 5  | Ungarn             | Olympiastadion, Berlin Zuschauer: 80.000 Schiedsrichter: H. Stühmer Linienrichter: E. Karge & W. Scheibel |
| 14. August 1936 15:00 Uhr | Meyer & Mischon (3) | (7 : 2) | Salgó & Takács (2) | Olympiastadion, Berlin Zuschauer: 80.000 Schiedsrichter: H. Stühmer Linienrichter: E. Karge & W. Scheibel |
| 14. August 1936 15:00 Uhr | [ 4 ]               |         |                    | Olympiastadion, Berlin Zuschauer: 80.000 Schiedsrichter: H. Stühmer Linienrichter: E. Karge & W. Scheibel |

| 14. August 1936 16:50 Uhr | Deutsches Reich | 10 : 6  | Österreich  | Olympiastadion, Berlin Zuschauer: 100.000 Schiedsrichter: Urech Linienrichter: K. Kietz & H. Schwinietzki |
| 14. August 1936 16:50 Uhr | Theilig (5)     | (5 : 3) | Kiefler (3) | Olympiastadion, Berlin Zuschauer: 100.000 Schiedsrichter: Urech Linienrichter: K. Kietz & H. Schwinietzki |
| 14. August 1936 16:50 Uhr | [ 1 ] [ 10 ]    |         |             | Olympiastadion, Berlin Zuschauer: 100.000 Schiedsrichter: Urech Linienrichter: K. Kietz & H. Schwinietzki |

## Torschützenliste
| Pl. | Spieler      | Land            | Tore |
| --- | ------------ | --------------- | ---- |
| 1   | Hans Theilig | Deutsches Reich | 22   |
| 2   |              |                 |      |
| 3   |              |                 |      |

## Mannschaftskader Platz 4 bis Platz 6

### Platz 4 bis 6
| Ungarn | Rumänien | Vereinigte Staaten |
| --- | --- | --- |
| Antal Benda, Sándor Cséfay, Ferenc Cziráki, Miklós Fodor, Lőrinc Galgóczi, János Koppány, Lajos Kutasi, Tibor Máté, Imre Páli, Ferenc Rákosi, Endre Salgó, István Serényi, Sándor Szomori, Gyula Takács, Antal Ujváry, Ferenc Velkey; | Péter Fecsi, Carol Haffer, Ludovic Haffer, Fritz Halmen, Wilhelm Heidel, Hans Hermannstädter, Hans Georg Herzog, Alfred Höchsmann, Bruno Holzträger, Wilhelm Kirschner, Günter Schorsten, Robert Speck, Willi Zacharias, Hans Zikeli, Ștefan Zoller, Dragan Comanescu, Fritz Kasemiresch, Stippi Orendi, Oki Sonntag; Trainer: Hans Schuschnig | William Ahlemeyer, Walter Bowden, Charles Dauner, Edward Hagen, Joe Kaylor, Fred Leinweber, Henry Oehler, Otto Oehler, Herbert Oehmichen, Willy Renz (Spielertrainer), Alfred Rosesco, Edmund Schallenberg, Gerard Yantz, Philipp Schupp |